# ミス・シェパードをお手本に
『ミス・シェパードをお手本に』（ミスシェパードをおてほんに、The Lady in the Van）は、2015年のイギリスのコメディドラマ映画。
イギリスの劇作家アラン・ベネットが、自身が体験した出来事を元に作成した舞台劇を、ベネット本人が脚本を務めて映画化した作品。監督はニコラス・ハイトナー。主演は舞台でも同役を務めたマギー・スミスとアレックス・ジェニングス。
第40回トロント国際映画祭にて特別上映がなされた。

## ストーリー
ロンドンのカムデン・タウンはグロスター・クレセント通り23番地に居を構える劇作家のベネットは、壊れかけのバンで寝泊まりするホームレスの老婆ミス・シェパードを気にかけ、周囲の心配をよそに自宅の一角を提供した。
その結果、ミス・シェパードは15年もそこに居ついてしまい、ベネットは彼女の偏屈さに振り回されつつも、その人生に興味を抱くようになった。

## キャスト
| 役名                       | 俳優                         | 日本語吹替                      | 日本語吹替                      |
| 役名                       | 俳優                         | ソフト版                        | VOD版                           |
| -------------------------- | ---------------------------- | ------------------------------- | ------------------------------- |
| ミス・シェパード           | マギー・スミス               | 谷育子                          | 谷育子                          |
| アラン・ベネット           | アレックス・ジェニングス     | 内田直哉                        | 多田野曜平                      |
| アンダーウッド警官         | ジム・ブロードベント         | 森功至                          | あべそういち                    |
| ヴォーン・ウィリアムズ夫人 | フランシス・デ・ラ・トゥーア | 仲村かおり                      | 伊沢磨紀                        |
| ルーファス                 | ロジャー・アラム             | 藤吉浩二                        | 羽田真                          |
| 舞台俳優                   | ドミニク・クーパー           |                                 | 影平隆一                        |
| アランの母親               | グウェン・テイラー           |                                 | 久保田民絵                      |
| ロイス                     | クレア・フォイ               |                                 |                                 |
| 不動産業者                 | ジェイミー・パーカー         |                                 | 中村章吾                        |
| ジャイルズ・ペリー         | ニコラス・バーンズ           |                                 | 宮本淳                          |
| 市場の商人                 | ジェームズ・コーデン         |                                 | 影平隆一                        |
| その他                     | N/A                          | 石狩勇気 今泉葉子 今井麻夏 ほか | 高梨愛 花藤蓮 鬼山亜紀子 三木美 |
|                            |                              |                                 |                                 |
| 演出                       | 演出                         |                                 | 打越領一                        |
| 翻訳                       | 翻訳                         |                                 | 尾山恵美                        |
| 調整                       | 調整                         |                                 | 白井康之 (プロセンスタジオ)     |
| 制作                       | 制作                         |                                 | ACクリエイト                    |